# Pfarrkirche Puch bei Weiz

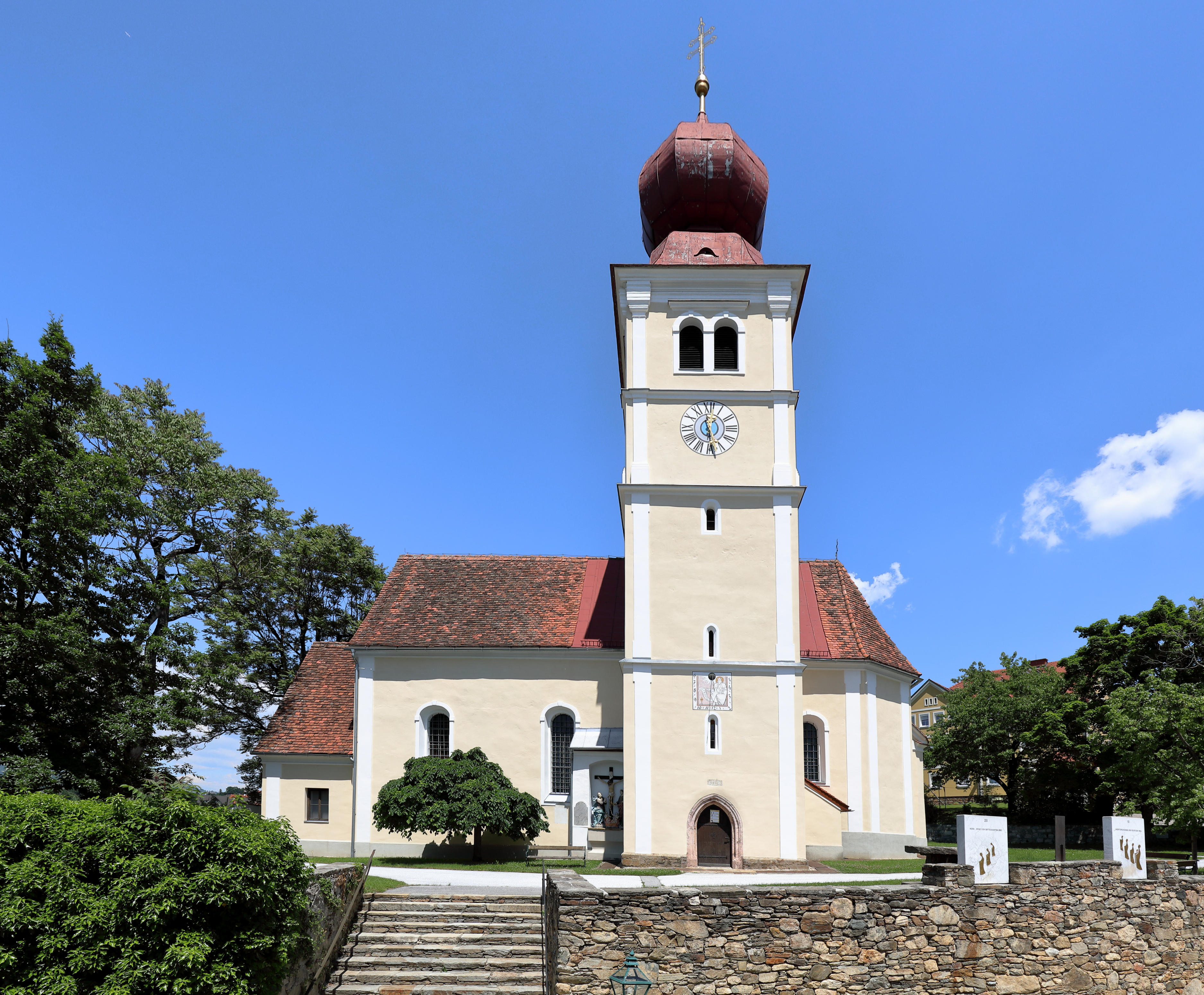
Katholische Pfarrkirche hl. Oswald in Puch bei Weiz

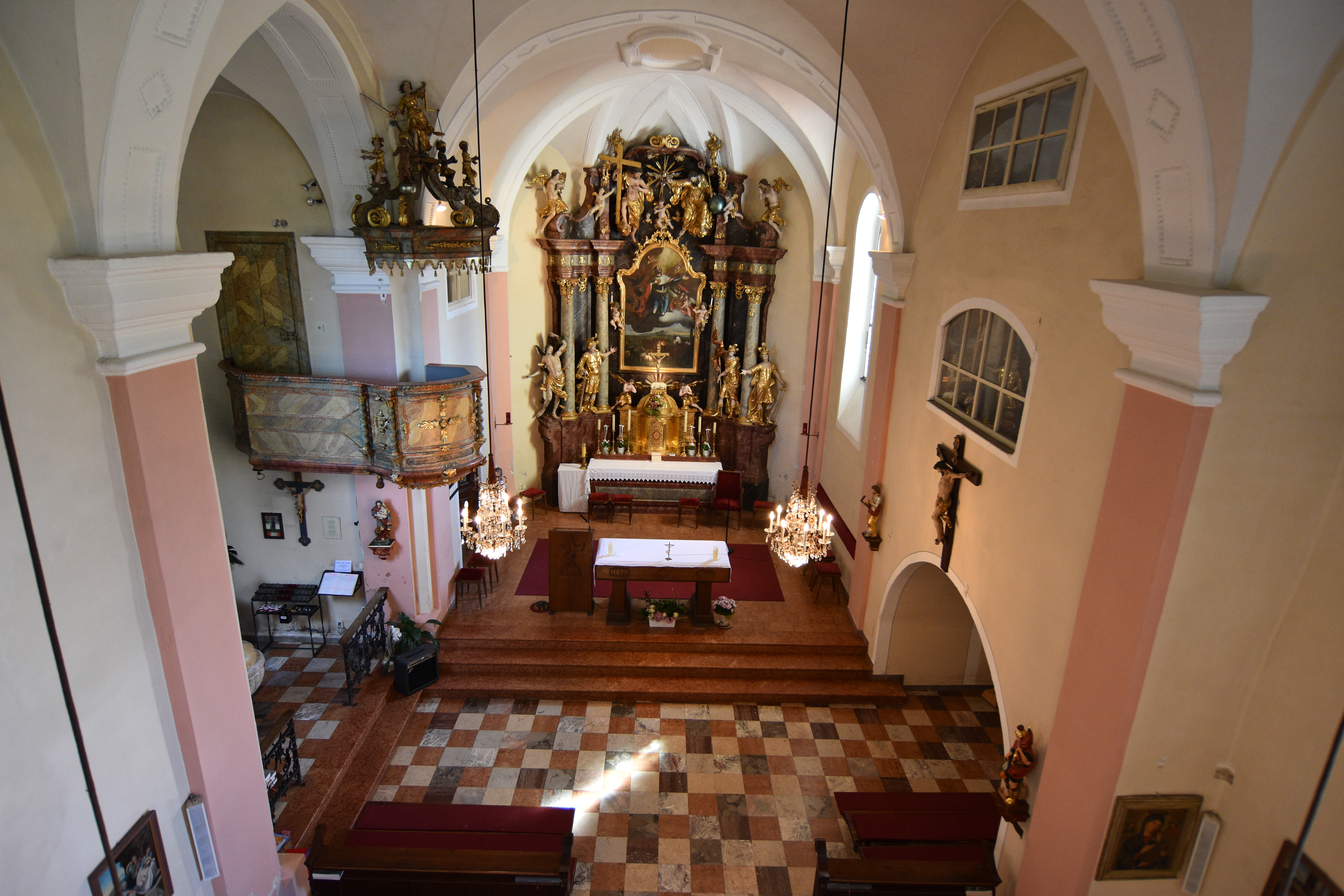
Langhaus, Blick zum Chor

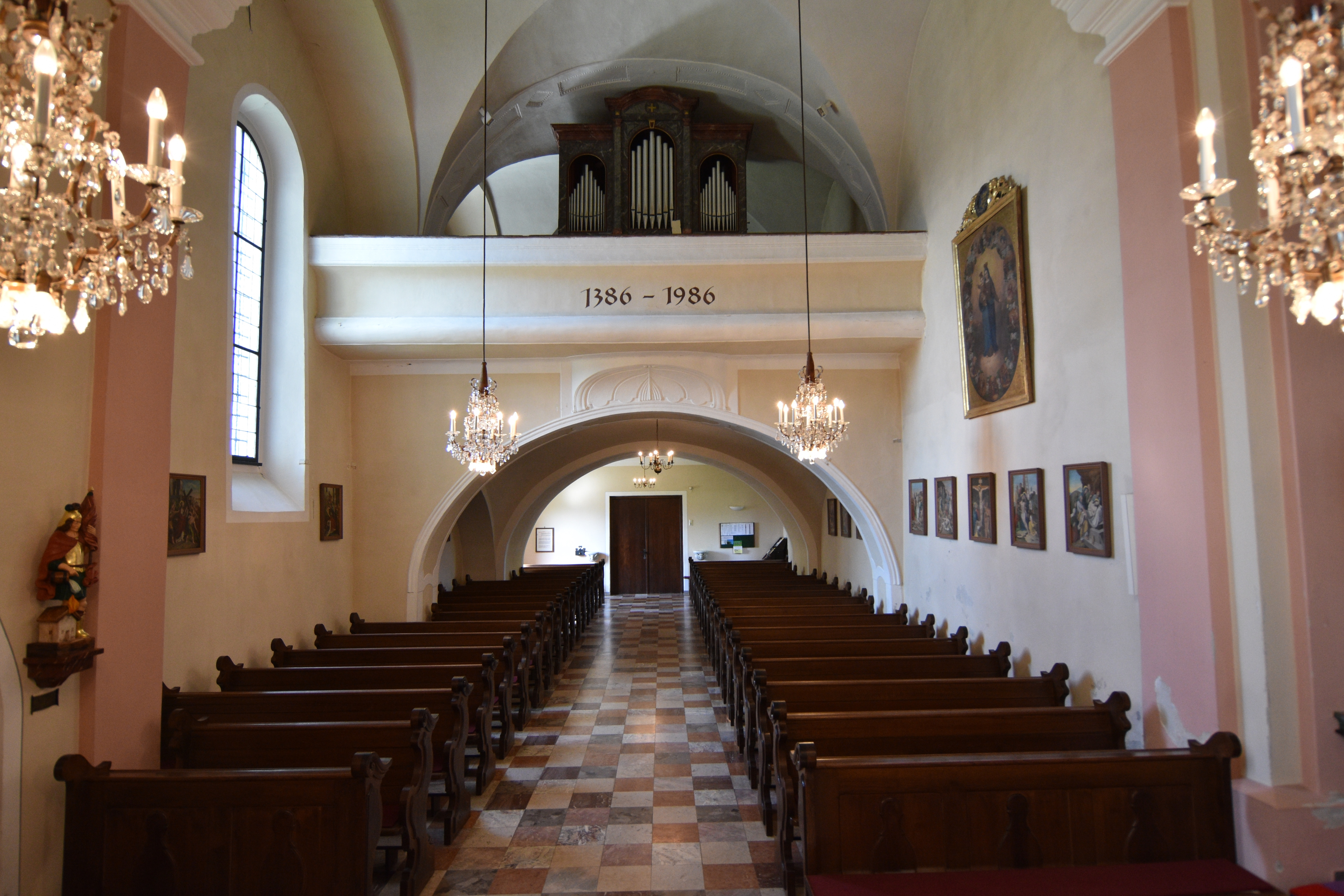
Langhaus, Blick zur Empore

Die römisch-katholische Pfarrkirche Puch bei Weiz steht in der Ortschaft der Gemeinde Puch bei Weiz im Bezirk Weiz in der Steiermark. Die dem Patrozinium des Heiligen Oswald unterstellte Pfarrkirche gehört zur Region Oststeiermark (Dekanat Weiz) in der Diözese Graz-Seckau. Die Kirche steht unter Denkmalschutz (Listeneintrag).

## Geschichte
Urkundlich wurde 1386 eine Kirche genannt. Die Pfarre wurde 1662 gegründet.
Der Kirchenbau aus dem 15. Jahrhundert wurde nach der Pfarrerhebung 1662 großzügig umgebaut. 1974 war eine Gesamtrestaurierung.

## Architektur
Am dritten Joch des Langhauses ist ein quadratischer Turm angebaut, die Untergeschoße sind spätgotisch, über dem Turmportal nennt ein Stein die Jahresangabe 1466. Die neue Glockenstube trägt eine Zwiebelhaube. Nordseitig steht eine rechteckige Seitenkapelle. Der Vorbau vor der Westfront entstand 1903.
Das dreijochige Langhaus ist südlich etwas breiter. Ab 1662 erfolgten eine barocke Einwölbung mit leicht stuckierten Kreuzgratgewölben und Gurten mit vertiefter Feldergliederung über Wandpilastern und eine Barockisierung der Fenster. Der einjochige Chor hat einen Dreiachtelschluss. Die Orgelempore entstand in der Mitte des 18. Jahrhunderts.

## Einrichtung
Den Hochaltar von 1768 baute Jakob Peyer, er zeigt das Bild hl. Oswald 1772. Der Kapellenaltar um 1900 trägt spätbarocke Figuren, die von Johann Baptist Fischer geschaffenen Engel auf dem Gebälk wurden vom alten Marienaltar von 1689 hierher übertragen. Die Kanzel entstand 1710/1720.
Die Orgel von 1894 von Albert Mauracher wurde 2003 durch eine Orgel von Francesco Zanin in Udine ersetzt.

## Grabdenkmäler
An der Kirchhofmauer ist ein figuraler Römerstein aus dem 2. Jahrhundert vermauert.